# 石秀

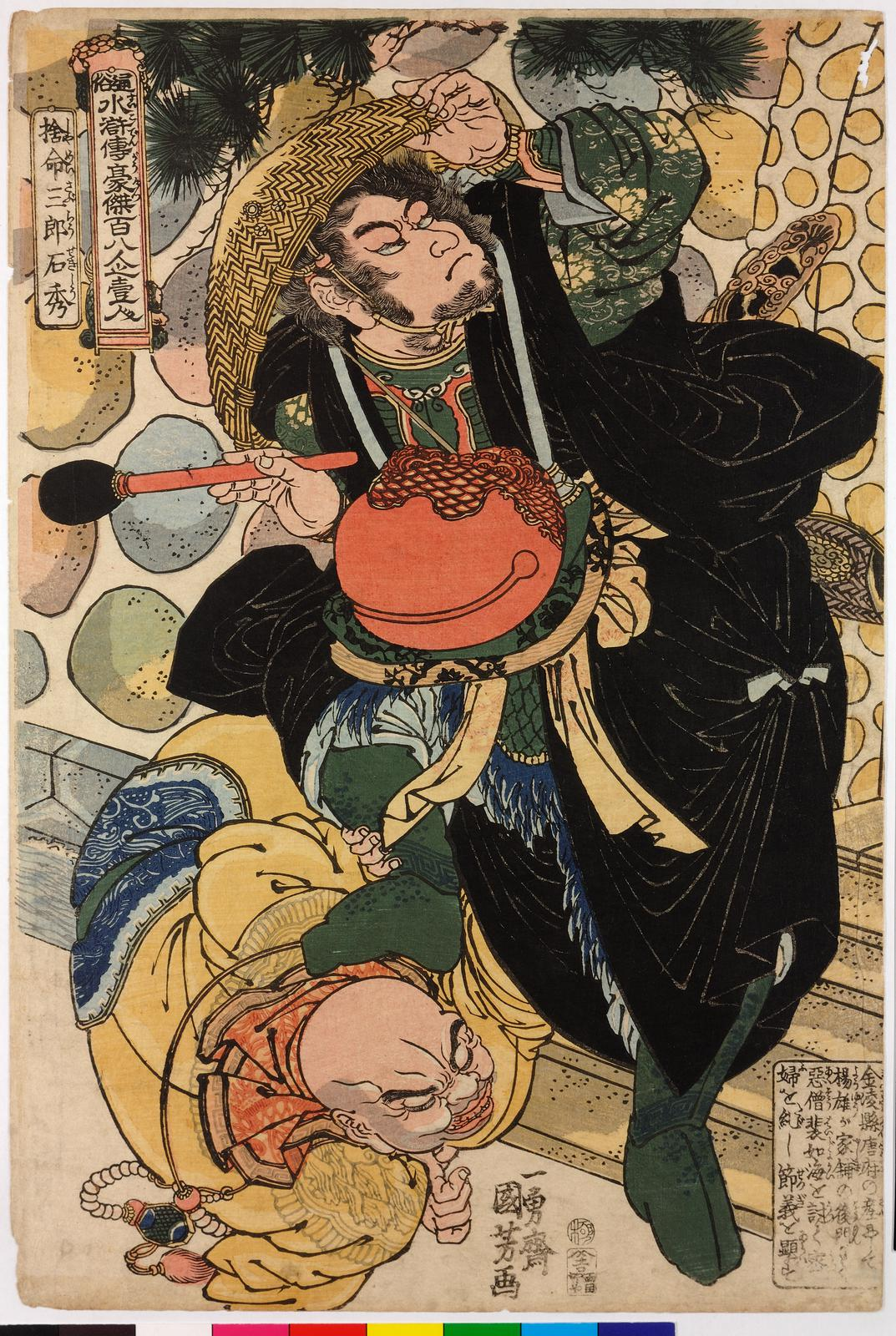
石秀

石 秀（せき しゅう、ピンイン:Shí Xiù）は、中国の小説で四大奇書の一つである『水滸伝』の登場人物。
梁山泊第三十三位の好漢。天慧星の生まれ変わり。義侠心に富み、命を投げ打つのも惜しまない三男坊という意味の拚命三郎（へんめいさんろう）と渾名される。金陵建康府の出身で、武器は槍棒を扱う。義兄は楊雄。頭の回転が早く、勘が鋭い面のある一方で、愚直で一本気な性格で、一人で思い詰めた挙げ句、すぐ行動に走る面がある。戦場ではもちろん、潜入、斥候などの役割も担い活躍する。

## 略歴
父親は肉屋。牛馬商の叔父とともに行商していたが、叔父の死後は薪売りとなっていた。薊州で斬首役人の楊雄がならず者の張保に絡まれているところを救い出す。梁山泊から出奔した公孫勝を探すためたまたま居合わせた戴宗および楊林らから絶賛され、友好を結んだ。やがて戻ってきた楊雄とも意気投合し、義兄弟の契りを結ぶ。そのまま楊雄の家に住み込むこととなり、楊雄の舅・潘老人の薦めで肉屋を始めた。しかし義兄嫁の潘巧雲が、前夫の供養をしていた僧・裴如海と不倫関係にあることを知り、楊雄に忠告する。しかし潘巧雲はかえって夫に石秀の悪口を吹き込んだため、妻のいうことを信じた楊雄は石秀を追い出した。石秀は言い訳せずに楊雄の家を去り、身を潜めて機会を探り、ついに裴如海を殺害した。ここに至って楊雄も己の非を悟り、石秀の前で妻に真実を白状させた後に、自らの刀で妻を殺し、再び義兄弟の誓いを新たにした。たまたまその光景を目撃した泥棒の時遷とともに3人で、戴宗・楊林らのいる梁山泊入りを決意する。
だが梁山泊へ向かう途中にあった祝家荘で、時遷が鶏を盗んだことから捕らえられてしまう。楊雄の旧知であった杜興のつてを頼り、杜興の主である隣村李家荘の長者李応を通じて釈放を願い出るが、祝家荘の主祝朝奉と息子らは尊大な態度でこれを拒否、かえって祝家荘・李家荘の争いとなり、李応が負傷してしまう。やむを得ず楊雄・石秀は梁山泊の首領晁蓋に救援を求める。梁山泊は祝家荘攻めのため宋江を総大将として出陣するが苦戦した。しかし、たまたま梁山泊入りを画策していた孫立らが計略として祝家荘に合流、祝家荘側を信用させるため石秀はわざと孫立に捕らえられる。やがて孫立らの内部からの裏切りにより祝家荘は陥落し、城内にいた石秀は祝朝奉の首を挙げた。
楊雄とともに梁山泊入りした後は、様々な戦に出陣する。北京大名府の商人・盧俊義を梁山泊へ引き入れる際には、楊雄と北京に向かう途中で偶然遭遇した燕青から盧俊義の危機を知らされ、処刑されそうになった盧俊義を助けようと単身で刑場へ乱入したが、逆に捕らえられてしまう。のち、梁山泊軍が北京を落とした際に、柴進によって盧俊義とともに救い出された。百八星集結後は、歩軍頭領の第八位として歩兵を率いる。その後も大遼征伐、方臘征伐などでも活躍する。主に偵察・敵地潜入・放火などの工作を行い、功があった。しかし方臘の拠点杭州を陥落させた後、昱嶺関で斥候に出たところを伏兵に射撃され、史進らとともに死亡した。

## 補足
石秀は『水滸伝』の原型といわれる『大宋宣和遺事』でも宋江の配下36人のリストの中に登場している（ただし『宣和遺事』本文中での活躍はない）。